# 维斯特洛
维斯特洛（英語：Westeros），也被称为日落国度（Sunset Kingdoms），是美国作家乔治·R·R·马丁的史诗奇幻小说系列《冰与火之歌》中已知世界的四个大陆中的最西面的一个，是整个冰火故事的主要剧情发生地，设定大致基于中世纪的不列颠群岛。以大陆北部的绝境长城（The Wall，对应哈德良长城）为界，维斯特洛分为南北两部分，南方较为富饶、文化相对先进的地区被称为七大王国（Seven Kingdom，对应七国时代的英格兰），北方则称作赛外之地（Lands Beyond the Wall，对应苏格兰）。

## 七大王国
七大王国（Seven Kingdoms）是指在“征服者”伊耿·坦格利安一世入侵维斯特洛之前，在维斯特洛大陆上原本独立的七个国家。
6000年前，来自厄索斯大陆安达洛斯山脉地区的安达尔人于坐船渡海而来，入侵了维斯特洛大陆。这些金发勇士身材高大，挥舞着铁兵器，身上画着代表七神信仰的七芒星，他们在五指半岛登陆并击杀了当时统治谷地的狮鹫王，随后不断扩张开始肆虐扫荡维斯特洛大陆，焚烧神木林、屠杀森林之子并摧毁先民之国。维斯特洛的先民反抗安达尔人的战争持续了几百年，但是南方的先民国度最终都被安达尔人打败，只有北境的冬境之王倚仗“饿狼”席恩·史塔克的骁勇善战、颈泽的地利、泽地人的顽强抵抗和卡林湾的坚固工事，逼迫安达尔人败退，北境得以保持独立。安达尔人平定了南方诸地后相继建立了许多小国，经过之后数千年的征战和并吞，最终形成了相对稳定的六个王国。至此，维斯特洛七大王国（Seven Kingdoms）基本成型，从北向南分别是：
- 北境王国（Kingdom of the North），包括颈泽以北、绝境长城以南的整个地区，由临冬城的史塔克家族（House Stark）统治，号“北境之王”（King in the North）；
- 山谷王国（Kingdom of Mountain and Vale），包括血门以东的整个谷地，由鹰巢城的艾林家族（House Arryn）统治，号“山谷之王”（King of Mountain and Vale）；
- 河屿王国（Kingdom of the Isles and Rivers），包括现今的铁群岛、河间地和王领地的大部分，由赫伦堡的霍尔家族（House Hoare）统治，号“河屿之王”（King of the Isles and the Rivers）；
- 凯岩王国（Kingdom of the Rock），包括现今的西境，由凯岩城的兰尼斯特家族（House Lannister）统治，号“凯岩王”（King of the Rock）；
- 河湾王国（Kingdom of the Reach），包括现今的河湾地，由高庭的园丁家族（House Gardener）统治，号“河湾王”（King of the Reach）；
- 风暴王国（Kingdom of the Stormlands），包括现今的风暴地和王领地东南端，由风息堡的杜兰登家族（House Durrandon）统治，号“风暴王”（Storm King）；
- 多恩（Dorne），包括赤红山脉以南的所有土地，由阳戟城的马泰尔家族（House Martell）统治，号“多恩亲王”（Prince of Dorne）。

在伊耿征服并统一维斯特洛之后，原河屿王国的土地被分割为河间地和铁群岛，而河间地东南黑水河下游和黑水湾沿岸的土地则被分划出来成为铁王座直辖的王领地，由坦格利安家族统治。长城以南的土地也因此由原来的七大王国变成了九大领地，但是“七大王国”的称呼仍然延续了下来。
因为在征服者战争中杜兰登家族、园丁家族和霍尔家族全部绝嗣，因此风暴地、河湾地、河间地和铁群岛的总领主分别由四个新晋家族接管：
- 风暴地由风息堡的拜拉席恩家族（House Baratheon）治理，取代杜兰登家族。
- 河湾地由高亭的提利尔家族（House Tyrell）治理，取代园丁家族；
- 河间地由奔流城的徒利家族（House Tully）治理，取代霍尔家族；
- 铁群岛由派克岛的葛雷乔伊家族（House Greyjoy）治理，取代霍尔家族；

坦格利安王朝将七大王国合并在铁王座的统治下，为了便于管理，还将全境划分为东、南、西、北四个主要区域，任命当地的一位大封臣为每个区域的代理统治者——守护（Warden）。在《冰与火之歌》的开篇，史塔克家族为北境守护，艾林家族为东境守护，提利尔家族为南境守护，兰尼斯特家族为西境守护。

## 地理
《冰与火之歌》的故事主要发生在维斯特洛大陆上。根据马丁透露，维斯特洛的面积与南美洲大致相等，北部与南部大体相当，但人口却比南方稀少的多。因为极端寒冷的天气以及当地原住民“野人”（Wildlings）的不友善态度，极北地区仍有大片未经勘测的土地，而北部海岸线的所在仍是未知。维斯特洛最主要的五座城市，按大小排列分别是：王领地的君临城（King's Landing）、河湾地的旧镇（Oldtown）、西境的兰尼斯港（Lannisport）、谷地的海鸥镇（Gulltown）和北境的白港（White Harbor）。
另有三块大陆与维斯特洛处于同一世界当中，其中面积最大、交流最密切的是正东面位于狭海（Narrow Sea）对岸厄索斯（Essos）大陆。离维斯特洛最近的外邦政权是自由贸易城邦（Free Cities），一组位于东大陆西部海岸的九个独立城邦。东大陆一直延伸到南方夏日之海（Summer Sea）海岸线的土地包括吉斯卡（Ghiscar）地区和瓦雷利亚（Valyria）半岛的废墟，那里原本是维斯特洛坦格利安诸王的故乡。
维斯特洛以南是索佐尔约斯（Sothoryos）大陆，对这块大陆所知甚少，只知道那里的生活着黑皮肤的居民，而且“丛林密布，瘟疫横行，大块土地未经开发”。
位于索斯罗斯大陆以东、与厄索斯大陆隔藏红花海峡相望的是乌尔特斯（Ulthos）大陆。对于这块大陆的一切皆为未知，只知道乌尔特斯有茂密的丛林，甚至都不能确定它是一块大陆还是一座岛屿，还是厄索斯大陆或索斯罗斯大陆的一部分。

### 塞南域内

#### 北境
北境（The North）是颈泽以北、绝境长城一南的广大地带，占了整个七大王国总面积的40%左右，是七大王国中面积最大的一个。坐镇北境中央临冬城（Winterfell）的史塔克家族数千年来都以北境之王的身份统治北境，在伊耿征服后仍然作为北境守护（Warden of the North）全权治理北境。北境气候严酷，冬季寒冷无比，甚至在夏季也可能降雪，境内遍是大片的荒地、森林和白雪皑皑的高山，人口也比南境少得多。北境大部分居民都是先民后代，信仰古老的旧神，但仍有一部分人口信仰安达尔人的七神，主要集中在北境最大的定居点——七王国第五大城市白港的附近，因为治理白港的曼德勒家族是一千多年前才从南方到来并归顺的外来家族。北境的贵族私生子姓雪诺（Snow）。
北境的北部边界是守夜人军团驻地的绝境长城，最北边50里格（150英里；240）的北境土地做为赠地（The Gift）被割让给守夜人作为食邑。北境的南端被颈泽（The Neck）与南境分割开来，那是一个遍布沼泽的地峡，只在卡林湾（Moat Cailin）有能够安全通过颈泽的堤道。颈泽的狭隘崎岖，地形复杂，矮小但善于游击的泽地人居住在颈泽当中，他们的头领是临冬城的忠诚下属黎德家族，使之成为北境不受侵犯的天然屏障。曾经在这里击退了无数南方侵略者。除此之外，北境周边还有数个岛屿，其中两个现在仍有人居住——西面唯一的熊岛（Bear Island）由莫尔蒙家族治理；东面的斯卡格斯岛（Skagos）名义上臣服于临冬城，然而它与大陆甚少联系，岛上居民也很少离开岛屿，实际上属于完全自治的遗世部落。斯卡格斯岛的西北方还有一个叫斯凯恩岛（Skane）的小岛，曾有人居住，但该岛的居民在很久之前就被斯卡格斯人劫掠杀光或吃掉了。

#### 艾林谷
艾林谷（Vale of Arryn）简称谷地（The Vale），是一处几乎被明月山脉完全环绕的区域，他们的统治者是艾林家族，是最古老的安达尔人贵族之一，在伊耿征服之前是山岭和谷地之王。他们坐镇鹰巢城，一处位于高山之上的城堡，虽然小却难以攻破，到达顶端的唯一路径是一条陡峭的羊肠小道。谷地的冬天十分严酷，穿越山脉只能在夏天进行。不法的高山氏族让行进变得更加危险。谷地的最大定居点是七王国第四大城市海鸥镇，境内的贵族包括杭特家族，科布瑞家族，雷德佛家族和罗伊斯家族。谷地的贵族私生子姓石东（Stone）。

#### 铁群岛
铁群岛（Iron Islands）是位于大陆西海岸铁民湾中的一组群岛，共有31个岛屿，但主要岛屿有七个，分别是派克岛（Pyke）、大威克岛（Great Wyk）、老威克岛（Old Wyk）、哈尔洛岛（Harlaw）、盐崖岛（Saltcliff）、黑潮岛（Blacktyde）和奥克蒙岛（Orkmont）。在主岛群西北八天航程以外有着另外一小组群岛，共13个小岛，其中主岛为孤灯堡（Lonely Light）。铁群岛的居民被维斯特洛其它地区称为铁民（Ironmen），他们则自称“铁种”（Ironborns）。铁群岛的贵族私生子姓派克（Pyke）。
铁民自称是大海的子民，信奉淹神（Drowned God），他们的铁舰队（Iron Fleet）擅长驾驶长船进行海战，在整个维斯特洛的海军优势曾经无与伦比。安达尔人入侵维斯特洛后与铁群岛的当地人通婚，其后代也放弃了安达尔人的七神信仰转而皈依淹神。在征服者伊耿到达之前，铁民时常袭击并骚扰维斯特洛西海岸从熊岛到青亭岛之间的大部分地区，并曾征服统治着河间地。在征服战争灭绝了黑心赫伦的血脉后，派克岛的葛雷乔伊家族取代了霍尔家族被选为铁民的新统治者，但河间地也从此脱离了铁群岛的控制。坦格利安王朝期间铁民相对安分守己，直到拜拉席恩王朝建立后的第九年巴隆·葛雷乔伊发动反叛后被镇压，但在十年后再次叛乱，并且在巴隆的弟弟攸伦继位后开始不断南侵。

#### 河间地
河间地（Riverlands）是位于三叉戟河流域的肥沃地带。他们的统治者是奔流城的徒利家族。在远古的河流王灭绝后，河间地进入一个动荡的历史时期，其他的南方王国纷纷入侵，河间地多次易主。征服战争期间，河间地的统治者是铁群岛的霍尔家族，而徒利家族从来就不是河间地的国王，他们倒向伊耿反叛黑心赫伦。河间地的贵族私生子姓河文（Rivers）。

#### 西境
西境（Westerlands）位于河间地以西和河湾以北，由凯岩城的兰尼斯特家族统治，他们是从前的岩地之王。这个地区的百姓常被称为“西境人”。紧靠凯岩城的主要城市是七王国第三大城市兰尼斯港，也是维斯特洛最重要的港口城市之一。西境土地富含珍贵金属，这是当地的财富来源。西境的贵族私生子姓希山（Hill）。

#### 河湾
河湾（The Reach）是由高庭的提利尔家族所统治的肥沃土地。提利尔家族原本是园丁家族的总管，园丁家族是伊耿征服之前的河湾王。最后一位园丁王孟恩九世死于怒火燎原战役，提利尔家族将高庭献给伊耿，作为回报，伊耿将高庭城堡和河湾统治权赐给他们。多恩和河湾之间的边境地区被称为多恩边疆地，居住在边境以北领主效忠于的提利尔家族，他们屡次与南方的多恩人开战。河湾最著名的城市是七王国第二大城市旧镇，这也是维斯特洛最古老的城市，学士的总部，也曾是七神教会的圣座。河湾的贵族私生子姓佛花（Flowers）。

#### 风暴地
风暴地（Stormlands）位于君临和多恩海之间，在东边则是被破船湾和多恩海与南方分隔开来。伊耿征服之前风暴王统治着这里，之后则属于坦格利安家族的私生亲戚拜拉席恩家族。本地区的多恩边疆地是风暴王所征服的领土，由卡伦家族和其他边疆地诸侯统治。风暴地、河湾和多恩经常在边疆地开战，直到上个世纪多恩并入七大王国。风暴地的贵族私生子姓风暴（Storm）。

#### 多恩
多恩（Dorne）是维斯特洛最南部的半岛，从多恩边境地的赤红山脉一直延伸到大陆的东南角的石阶群岛。这里是维斯特洛最炎热的国度，拥有大陆上仅有的沙漠。多恩人的好斗性格名声在外，他们的文化和人种都与维斯特洛其他地区截然不同，这是因为罗伊拿人的大规模移民。他们的食物、样貌和建筑颇为类似那些地中海式文化的国家如希腊和土耳其，而其他六大王国则更类似西欧国家。多恩接受了许多罗伊拿人的习俗，包括性别平等的长子继承制。多恩是维斯特洛唯一没有被伊耿征服的王国，他们是在坦格利安入侵两个世纪后才通过联姻的方式并入七大王国，这使得多恩保留了一定程度上的独立性。多恩的统治者马泰尔家族始终冠以罗伊拿式的“亲王”和“公主”头衔。多恩的贵族私生子姓沙德（Sand）。

#### 王领地
王领地（Crownlands）是铁王座之王的直属领地。这块区域包括君临以及周围地带的罗斯比城和暮谷城，处在谷地以南，河间地东南，西境以东，河湾和风暴之地以北。王领环抱黑水湾，七王国首都兼维斯特洛最大城市——君临城也坐落其中。王领的贵族私生子姓维水（Waters）。
- 君临城（King's Landing）原名伊耿堡（Aegonfort），位于黑水河出海口的北岸，俯瞰维斯特洛东海岸的黑水湾，是维斯特洛第一大城市、七大王国的首都、红堡和铁王座的所在地，也是七大王国对外贸易的一个重要港口，地位仅第二大城市旧镇可以匹敌。在征服者伊耿登陆维斯特洛之前，黑水河的河口周边地区只是一片山林，住有少量渔民，長期為河间地与风暴地王国之间争议的领土；伊耿登陆后用泥土和木材在最高的高丘顶上修築了他的要塞，下令修建了君临的城墙以保护城市安全，后世的坦格利安君王们也逐渐扩建这座城市，在贝勒大教堂建成后彻底取代旧镇成为七大王国的宗教和文化中心。
- 龙石岛（Dragonstone）是位于黑水湾到狭海的出海口中的岛屿要塞，同时管理着周边的一些其它岛屿——比如潮头岛（Driftmark）和蟹岛（Crab Isle），以及位于大陆上的尖角要塞。这些岛屿原本为来自东方瓦雷利亚自由堡的外族坦格利安家族占据并统治，在伊耿征服维斯特洛之后，龙石岛成为铁王座法定继承人的领地，同时也是王领地最重要的战略要冲。篡夺者战争之后，这里成为史坦尼斯·拜拉席恩的封地。

### 塞外之地
塞外（Beyond the Wall）是对绝境长城以北的维斯特洛最北方区域的泛称。塞外的土地极其荒凉，既未经开发也未经探索，相对适宜居住的区域只包括比较靠近长城的鬼影森林和霜雪之牙山脉之间的瑟恩山谷。塞外并没有什么真正的“道路”，被守夜人和自由民们称作“游骑兵之路”的，只不过是无数狩猎小径、古老的河床和人们的足迹踏出来的通路。塞外的气候非常严苛苦寒，尤其是位于极北的永冬之地是个无人区。尽管塞外长年都是寒冬，但在那里生活着的野人数量却多的令人惊奇，他们分布在许多小村落里，并且以部落的形式聚集。

#### 霜雪之牙
霜雪之牙（Frostfangs）是绝境长城西端的影子塔西北的一条南北走向的大山系，是塞外最重要的一个分水岭，其参差的峰峦上终年积雪，主峰是一对称作“叉梢”（Forktop）的双峰。塞北最主要的两条河流——乳河（Milkwater）和冰河（Ice River）都分别发源于霜雪之牙的东侧和西侧。进入霜雪之牙最容易的路是沿着乳河的支流河谷上溯，其他进入的路径包括巨人梯（Giant's Stair）和风声峡（Skirling Pass）。
据说在霜雪之牙中隐蔽的山谷中有少量的居民，然而大部分野人也不敢在冬天住在霜雪之牙。隐于霜雪之牙极北端的高山峡谷中有一块称为瑟恩（Thenn）的高原盆地，虽然地处极北但是却有人居住。瑟恩的居民被称作为瑟恩人（Thenns），主要的语言是古老先民的古语（Old Tongue），领袖称作“马格拿”（Magnar），被族人当成神来看待。瑟恩人自认拥有最后的先民血脉，他们多数人只会说通用语的一两个词语，相比其他野人具有较高的文明程度和战斗纪律，使用的青铜装备也比通常野人要好。因为瑟恩地处极北，在曼斯·雷德统一塞外野人南下之前，连守夜人都没有遇见过瑟恩人。除了瑟恩人以外，霜雪之牙周边还居住了穴居人（cave dwellers）、硬足民（Hornfoots）、夜行部落（Nightrunners）等世代互相攻杀的野人部落，此外还有骑乘着猛犸象的巨人。

#### 鬼影森林
鬼影森林（Haunted Forest）泛指绝境长城以北、霜雪之牙以东、白色荒原以南、颤抖海以西所有由茂密的哨兵树森林覆盖的地区，是整个赛外之地的东南部，也是目前已知的唯一一个能在同一地方看到两棵以上鱼梁木的地点。绝大多数野人部落都居住于此，而守夜人出塞巡逻时相对熟知的野人村落——比如白树村（Whitetree）和卡斯特的堡垒（Craster's Keep）——也都位处鬼影森林之中。塞北另一条主要河流——鹿角河（Antler River），就处于鬼影森林中段的东侧。
鬼影森林在乳河东岸的西南边缘有一座骤然升起的山丘，山丘的西面和北面是险峻的陡坡，东面也仅仅是略微平缓一些，一条小溪从山脚下流过，这为在山顶上指挥提供了一个很好的视野。这座山丘陡峭而乱石密布的顶峰上建有灰色石头砌成的及胸高的环堡，是黎明纪元时期的古代先民所修筑，因此称为先民拳峰（Fist of the First Men）。

#### 斯托德之角
绝境长城最东端的东海望以北的塞外东南角有一个半岛称作斯托德之角（Storrold's Point），与北境的斯卡格斯岛（Skagos）和灰崖（Grey Cliffs）一起组成了海豹湾（Bay of Seals）的边界。半岛的木材和石料都非常丰富，北端的海湾形成了一个足以让大型船只停靠的深水海港，海水中富含各种可食用鱼类，甚至还有海豹和海象，海岸边的巨大悬崖布满洞穴，被守夜人称为“尖啸穴”（screaming caves）。
在斯托德之角的尖端有着野人曾经的最大聚居地——艰难屯（Hardhome），是长城之外唯一一个接近于市镇的地方。在伊耿登陆维斯特洛前三百多年的某夜，艰难屯受到神秘灾难袭击，整个聚落焚毁，所有居民死亡。商船说艰难屯的海湾漂满尸体，大量烧焦的骨头和枝桠残存于聚落的废墟中。据说艰难屯被烧毁后形成的火焰如此明亮灼热，以至于长城上的守卫们说似乎太阳从北边升起来了，灰烬如雨般落在鬼影森林和颤抖海达半年之久。野人再也没有回去重建聚落，游骑兵们带回烧死的鬼怪在废墟上游荡、渴望血肉的故事，他们都称艰难屯“受了诅咒”。

#### 冰封海岸
冰封海岸（Frozen Shore）位于霜雪之牙的西南、绝境长城的正西方、冰河的东岸、寒冰湾（Bay of Ice）的北岸，与北境的熊岛隔海相望。霜雪之牙中的风声峡是从内陆进入冰封海岸的唯一陆路通道。冰封海岸主要的原住民驾着由彪悍的大白狗牵引的海象骨战车，因此被称为海象民（Walrus-men）。与他们为世仇的是定居在大冰河流域、据说以食人肉为生的冰川部落（Ice-river clans）。

#### 永冬之地
永冬之地（Lands of Always Winter）位于维斯特洛大陆的最北方，在冰河右岸以北、霜雪之牙和瑟恩谷地以西以北，因其主要被终年不化的冰原覆盖而得名。永冬之地的最北边界目前未知，但有怀疑与颤抖海北面的白色荒原（White Waste）相连，异鬼被认为来源于此。

## 气候
维斯特洛的季节毫无规律，一季可能持续数年，但持续时间也是不可预料的。在《冰与火之歌》故事开始，维斯特洛已经欢享十年长夏，许多人担心继之而来的是同样漫长的严酷寒冬。东方大陆的气温是否也是相同情况目前不得而知。乔治·R·R·马丁多次明确表示他将在本系列的末尾解释这个星球的气候，在那之前他不会透露更多信息。他也提到这个解释会与自然魔法有关，而不会卷入科幻元素。
- 伊耿登陆后209年 —— 春季
- 伊耿登陆后209年 —— 春季大瘟疫
- 伊耿登陆后211年 —— 夏季
- 伊耿登陆后254年 —— 冬季
- 伊耿登陆后281年 —— 错误的春天
- 伊耿登陆后288～298年 —— 长夏

## 生物和人类

### 智慧生物
- 人类（Men）：与现实中的人类大体无差异。一些显著的差异则主要表现为贵族家庭的成员共有同一特征，比如，兰尼斯特家族数千年以来全部都是金发白肤，虽然这可能是近亲通婚造成的结果。同时，维斯特洛的人类通常比一个粗野的中世纪文明当中的预期身高要高，许多男性超过六英尺，反常的男性通常可以接近和超过七英尺。一些人类血统拥有奇特的身体特征。坦格利安往往是白金发色，紫罗兰眼，吉斯帝国的后裔则常常同时拥有红色和黑色的头发。维斯特洛的原住民主要表现欧洲人的特征，只有局部的差异。盛夏群岛和索佐尔约斯大陆的原住民[3]则表现非洲人的特征。其他地区原住民的体貌特征则来自于真实世界中种种族群。
- 巨人（Giants）：毛发丛生的巨大人型生物，智商比人类略低，有些类似于站立的猿。巨人是一个逐渐衰微的种族，只有在大陆极北的长城之外才存在。他们骑着长毛象，使用天然原木投入战斗。巨人使用先民的语言，但有一部分能理解维斯特洛的通用语。
- 森林之子（Children of the Forest）：维斯特洛的原住民，屡次被人提及，但已有数千年没有出现。他们被认为是极小的人型生物，黝黑而美丽，通过梦和自然施展不可思议的力量。据说他们在战斗中使用黑曜石武器和鱼梁木长弓。他们的遗迹留存不多，只有余下的鱼梁木，以及他们无名的自然神灵信仰还在北境存留。乔治·马丁多次强调森林之子不是精灵，对于此事他曾说：“森林之子是……诶，是森林之子。精灵早被杀死了。”[4]
- 异鬼（Others）：一种长城以外的神秘的恶毒生物。只有在晚上才能见到他们，通常随之而来的是极度的寒冷。异鬼是高大憔悴，长着蓝眼的人型生物，身着随着每一步行进都变换色彩的铠甲，持有薄薄的水晶长剑，剑极为寒冷，足以粉碎铁器。异鬼行进无声，但他们的嗓音却像砸碎冰块一样，这暗示他们拥有自己的语言。异鬼杀死的生物立刻作为尸鬼复活，那是拥有同样鲜艳蓝眼的亡灵僵尸。不过异鬼的弱点是惧怕黑曜石（也称作龙晶）制成的武器，黑曜石可以轻易刺穿他们的铠甲。异鬼死后仿佛融化为一滩极其寒冷的液体。尸鬼不怕黑曜石，但在火面前十分脆弱。是森林之子为了抵抗先民的进攻而创造出的物种，但后来失控，为了抵抗他们，森林之子和人类建立了长城。

### 动物
生活在这个星球的许多动物十分类似地球更新世的巨型动物群。
- 野牛（Auroch）：牛的大型远亲。常被用来象征大小、力量和愚蠢。传说中，克莱伦斯·克莱勃为展示他的力量，骑上了一头野牛。
- 冰原狼（Direwolf）：狼的远亲，但比普通的狼要巨大和强壮的多，完全发育的冰原狼可以长到矮种马大小。绝境长城以南几乎无法见到冰原狼。
- 长毛象（Mammoth）：居住在极北之地的生物，在一本记述多恩战争的书中，提到维斯特洛只有长毛象的皮比大象更厚。它们被巨人用作坐骑。
- 洞穴狮（Cave lion）：出现在某个角色的梦中

其他一些生物似乎是现代生物的变体。
- 马（Horse）：在七国境内，每名骑士至少应有一匹随时做好作战准备的马匹。即使是骑士精神并不属主流、亦鲜有真正意义上骑士的北境，马的价值也并不逊于维斯特洛其他地区。守夜人和野人通常使用步履稳健的犁马。
  - 军马（Destrier）：军马是高大、健壮、骏美非凡的马种，总是精神饱满。跨骑骏马的骑士在比武大会上总是英气飞扬。比武用马通常是各类马匹中最为昂贵的一种，它们血统优良、训练有素。有人甚至认为军马太过珍贵，不应该让它们冒险上战场，相比之下战马更适合实战。
  - 骏马（Courser）：骏马比军马更轻一些，价格也较低廉，但一样美丽潇洒。骏马强壮而迅捷，适合战斗和打猎骑乘。战马大多数是骏马，少数是军马。骑士与贵族们喜欢在战斗中和长枪比武竞技时骑乘骏马。
  - 驯马（Palfrey）：驯马的特别之处在于它长的慢步行进使骑乘更为舒适。一匹血统优良驯马的价格几乎与军马相当。王室和大贵族也经常骑乘驯马，尽管它们并不适合作战和长枪比武。
  - 犁马（Garron）：在长城以北，犁马是唯一可选用的马类（虽然其他更罕见的、可以当马用的物种也可能存在）。在种类繁多的马匹当中，犁马以其应对复杂地形和低温天气的能力而声名卓著。守夜人和野人都大量使用犁马，以用于骑乘和运输。
  - 乘马（Rounsey）：等级较低并没有出众血统的马种，但体型还算强壮，速度基本可以接受。乘马适应战场环境的能力出众，又廉价，能为骑士、侍从乃至并不高贵的士兵所广泛骑乘。乘马是常见的骑乘工具，有时也被用来运输货物。
  - 沙地马（Sand Steed）：比通常的战马要矮小，也无法负担战马所披铠甲的重量。但传说可以奔跑两日一夜，丝毫不感疲累。生于多恩沙漠的沙地马相当闻名，它们个个苗条迅捷、脖子纤细、面容姣好。
  - 驽马（Stot）：无甚价值的劣等马。
  - 矮种马（Pony）：成年个体的身材也明显小于普通马的种类。多作为儿童坐骑使用，或用于拉车运货，身材合适的成人也可骑行。与普通马匹相比，矮种马并没有耐力、运力上的劣势。哈尔洛岛出产的多毛小马则广泛用于铁群岛。
  - 役马（Dray）：也叫耕马（plow horses），擅长驮重物的马匹类型。它们远非作战的理想坐骑，但也能凑合骑着上战场。
- 骡（Mule）：公驴与母马的杂交种。骡子一般不孕不育，但母骡仍有可能生育后代。在战场之外，骡子以其高耐力、擅长多种工作的特性为人所用。骡子是出色的劳作动物，有时也可作为人的坐骑，尽管它们不擅作战。
- 狗（Hound）：人类常常使用的一种驯化动物。
- 渡鸦（Raven）：形态十分类似现实的渡鸦，是乌鸦的远亲，但是体型更大。渡鸦的智力和飞行能力超群，在维斯特洛常常被用于城堡之间传递信息。每座城堡的学士通常都要照料各自的渡鸦群，学城饲养的渡鸦更多。渡鸦有时能模仿人言，而且据说白渡鸦比黑渡鸦更加聪明。
- 蜥狮（Lizard-lion）：出现在颈泽的大型沼泽爬行生物，这种生物十分类似巨型鳄鱼。
- 海怪（Kraken）：大型乌贼，据说足以把捕鲸船拉下海。
- 斑马（Zorse）：黑白条纹相间的马科动物，产于厄索斯大陆中东部的草原，可以作为坐骑，由某些外邦人引进维斯特洛。
- 雪熊（Snow bear）：浑身雪白的巨熊，据说身高可以达到13英尺（4.0）。
- 斑点鲸（Spotted whale）：日落之海中可以看到的一种海洋哺乳动物。

其它生物没有确切的真实世界的对照。
- 影子山猫（Shadowcat）：带有黑白条纹的肉食性大型猫科动物，生活在多山地带。它们的毛皮十分珍贵。
- 蝎尾兽（Manticore）：一种自于远东玉海的岛屿上的类似蝎子的小型节肢动物，卷曲起来就像圣甲虫，尾部带有让人致命的毒刺，脸看起来是模糊的恶毒人脸。

### 龙
龙（Dragon）是可以飞行的爬行动物，只有动物级别的智商。它们浑身长有鳞片，有长脖子、长尾巴，背部则是带刺的脊，拥有类似蝙蝠的带膜前肢，但是《冰与火之歌》当中某些角色的著作则把龙描绘为带有四肢和一对分离的翅膀。龙的身体散发大量的热，在寒冷的晚上则会喷出蒸汽，可以吐出灼热的烈焰，在进食之前就将猎物烤熟。
龙没有性别的差异，但通过生产覆盖鳞片的巨大龙蛋繁殖后代。它们一生都在不断生长，所以龙的个体和寿命的极限都无法估量。坦格利安最大最老的龙贝勒里恩活了大约300岁，足以吞下整只野牛。但是在坦格利安的龙穴中养育的龙要比野生的龙要小。在《群鸦的盛宴》中曾提到圈养龙限制了它们的形体大小。马尔温博士暗示学城的学士对君主献上谬误的建议，让龙逐步灭绝。
龙一度遍布整个世界，瓦雷利亚人驯服了龙并用它们征服了厄索斯西部的绝大部分土地，建立了已知世界历史上最伟大的帝国——瓦雷利亚自由堡垒（Valyrian Freehold）。在瓦雷利亚末日浩劫发生的12年前，坦格利安家族带着五只龙从瓦雷利亚迁徙到龙石岛。伊耿征服时期，征服者伊耿和他的两个姐妹妻子用胯下的三条龙征服了整个维斯特洛。随后坦格利安家族将龙圈禁饲养，最鼎盛时期曾一度拥有21条龙，但是血龙狂舞的内战使得所有的龙最终在维斯特洛灭绝。据推测，魔法的消亡和越发寒冷的冬天都与龙的灭绝有关。在《冰与火之歌》系列的开始，龙已经绝迹于世超过百年，直到299 AC年丹妮莉丝·坦格利安火葬亡夫时意外孵化出三条小龙。

## 历史
另见：冰与火之歌中的战争
这个粗略的时间线基于伊耿登陆（Aegon's Landing）。

### 黎明纪元
| 史前        | 在人类到来之前，维斯特洛定居着神秘的小型类人生物“森林之子”，除此之外还有巨人和其他神秘的物种。 |
| 约前12000年 | 人类的一个族群先民穿越了多恩臂半島，引进了青铜武器、皮制铠甲和马匹，开始入侵维斯特洛。森林之子使用魔法升起了海水掠过大陆，摧毁了多恩臂半島，形成了石阶列岛。他们的魔法没能战胜更多、更大、更强以及更有文明技术性的先民，先民逐渐地控制了维斯特洛。 |
| 约前10000年 | 盟誓的签订。在漫长的交战后，先民及森林之子同意停战，给予先民控制开阔地和海岸，而内陆和森林则归于森林之子。最终，先民皈依了旧神的信仰。 |

### 英雄纪元
| 约前10000年 | 在盟誓的签订之后，维斯特洛进入到一个和平与繁荣的时期，先民放弃了许多自身的文化，接受了森林之子的传统。维斯特洛众多的贵族家族的祖源都可以追溯到这个时代。 |
| 约前8000年  | 长夜，这个时期的夜晚持续了整整一代人的时间，最严寒的冬天袭击了维斯特洛。在黑暗的笼罩下，异鬼从永冬之地入侵维斯特洛，将人类杀死并转化为他们的非生命体仆人尸鬼，维斯特洛几乎所有的人都被杀死。长夜随着黎明之战而终结，森林之子和先民联合起来使用龙晶武器击败了异鬼，把他们赶到极北之地的冰封地带。联军的领袖是一名伟大的英雄，在东方被称为亚梭尔·亚亥，他手持一把强大的燃烧之剑“光明使者”。 绝境长城的建立，在异鬼被击退后，传说筑城者布兰登在巨人、先民也许还有森林之子的帮助下，在北境升起长城。长城是一座覆盖着冰与魔法的巨大防御工事，保护人类王国免遭来自北方的威胁。人类为保卫长城创建了守誓军守夜人军团。 据传说南方的风息堡也是由筑城者布兰登建造，他也营造了临冬城并成为第一代北境之王。 夜王，在绝境长城建成后不久，守夜人军团第十三任总司令被一名长城外的女野人诱惑成为夜王，发起叛乱，将守夜人军团变成了他的私人军队。十三年后，临冬城的史塔克家族和塞外之王乔曼联手挫败了夜王，恢复了守夜人军团的荣耀，将夜王的真名从军团的记载中移除。正是这个乔曼发现了冬之号角，据传他用号角从大地中唤醒了巨人。 |

### 安达尔人入侵
| 约前6000年 | 七神信仰在东部大陆厄索斯的安达洛斯山丘传播开来，根据安达尔人的传说，他们的神第一次出现在那儿，引导着他们迁徙进入维斯特洛。七个神圣的生命体出现在东大陆的安达洛斯山丘，似乎是无上神灵的化身，山丘附近的居民成为他们的信徒。这些被称作安达尔人的居民带着钢铁武器和新的七神信仰入侵维斯特洛， 安达尔人的入侵，安达尔人带着钢铁武器和新的七神信仰，通过多恩臂入侵维斯特洛，同时与先民以及森林之子开战，就像数千年前先民所做的那样，最终绝境长城以南每个地带的森林之子都灭绝了。在数个世纪的战斗之后，安达尔人在南方建立了六个国度，然而北方却依然处于先民的掌控之中，很大程度上是因为卡林湾要塞的战略地位，它阻止了多次进攻，日后成为维斯特洛南境和北境的门户。 |

### 瓦雷利亚纪元
| 约前5000年 | 瓦雷利亚自由堡垒的崛起，一个由牧羊人所组成的小型文明瓦雷利亚在瓦雷利亚半岛的十四火峰中发现了龙的巢穴，在成功驯养了龙之后瓦雷利亚迅猛崛起，龙和魔法使他们开始扩展自己的影响力。 吉斯的征服，吉斯帝国是东部大陆最大的帝国，他们发动了五次战争试图压制自由堡垒以及自由堡垒的龙，但五次均告失败。最终自由堡垒发起反击，毁灭了吉斯帝国并完全摧毁了他们的首都老吉斯，接管了奴隶湾附近的领土。 |
| 约前1700年 | 一名多恩战士用坠落的陨石铸造了一把强力的剑，名为“黎明”，此剑成为戴恩家族最珍贵的传家宝。星坠城也因此得名。 |
| 约前700年  | 罗伊拿人入侵，瓦雷利亚的自由堡垒缓慢的向西扩张，直到到达母亲河罗恩流淌的地带，那是一条位于东大陆西海岸的巨大河川。伟大的盖林亲王带领二十五万人的军队反抗瓦雷利亚，但是最终失败了。 罗伊拿人的逃亡，一个罗伊拿人城邦的女王娜梅莉亚，带领盖林部下中的幸存者和老弱妇孺乘着数万艘船穿越狭海，在多恩登陆。在与莫尔斯·马泰尔公爵结盟后，罗伊拿人统一了这块难以对付的土地，并将阳戟城的马泰尔家族确立为多恩的统治家族，莫尔斯采用了罗伊拿式的“亲王”头衔而不是“国王”。罗伊拿人带来了诸如性别平等的长子继承制的习俗，除此之外的东西没有被多恩接受。娜梅莉亚和莫尔斯所引导的统一带来了边疆地与风暴之地的新冲突，无法形容的袭击、冲突和偶尔的战争持续了数个世纪。 |
| 约前500年  | 瓦雷利亚的自由堡垒征服了如今位于自由贸易城邦以南的大部分地区。一个宗教派别月咏者，带领数千难民向北进发，到达了一个被环绕的群山和迷雾所保护的礁湖，在那儿他们建立了秘之城布拉佛斯。他们之后修建了布拉佛斯的泰坦，一座作为防御工事的巨大雕像。 |
| 约前200年  | 瓦雷利亚的自由堡垒占据了龙石岛，位于西部城市和维斯特洛之间的狭海。一个瓦雷利亚贵族家庭坦格利安家族，控制了龙石岛。 |
| 约前100年  | 瓦雷利亚的末日浩劫。除与强烈的火山活动有关之外，末日的本质原因无从得知。瓦雷利亚半岛被摧毁，瓦雷利亚的城市尽管没有完全毁坏，也成了废墟，他们的龙几乎彻底灭绝，自由堡垒也分崩离析。西部海岸的城市获得了独立，自称为自由贸易城邦。 布拉佛斯显露出与其他城市的不同，依靠他们庞大的舰队和经济实力成为最强的自由贸易城邦。奴隶湾的城市重新获得独立，然而吉斯帝国的势力再次在南方兴起。广阔东方大陆的战士游牧民在瓦雷利亚的覆亡之后胆子大了起来，他们统治的部落多斯拉克开始侵占周边的领土。可能是西部世界最后三只巨龙的守护者坦格利安家族，安全的处于龙石岛。                                                                                                |

### 坦格利安王朝
| 1     | 征服战争。瓦雷利亚末日浩劫一个世纪后，伊耿·坦格利安开始入侵，除多恩以外，他最终征服和统一了维斯特洛的大部分地区并建立了新的首都君临城。伊耿的私生兄弟奥里斯·拜拉席恩击杀了最后一代风暴国王“骄傲的”亚尔吉拉·杜兰登，得到了风息堡作为封地。河湾王孟恩九世·园丁与西境之王罗伦·兰尼斯特组成了55000人的盟军，盟军轻易的被龙所摧毁，孟恩九世及其子死于怒火燎原战役，罗伦·兰尼斯特逃脱后次日即被俘，旋即投降。高庭的总管哈兰·提利尔向伊耿投降并得到了高庭，北境之王托伦·史塔克献出王冠。维桑尼亚骑着巨龙瓦格哈尔直接飞到鹰巢城，谷地摄政女王莎拉·艾林发现维桑尼亚与自己年幼的儿子罗纳·艾林在一起玩耍后立刻屈服。雷妮丝飞到多恩却发现每座城里只剩下妇女和小孩，到达阳戟城时只找到了年近80的米拉姆·马泰尔女亲王，米拉姆既不投降也不战斗，雷妮丝威胁她下次会带来血与火，米拉姆则以马泰尔家族的族语“不屈不挠”回应。奔流城的艾德敏·徒利和派克岛的维肯·葛雷乔伊则被分别任命为河间地管理者和铁群岛大王。 |
| 37    | 教团武装暴动，伊耿死后，他的儿子伊尼斯一世继承王位，七神教团便发起叛乱反抗坦格利安家族。伊尼斯一世无力解决，他指派他的弟弟梅葛去处理危机。梅葛使用无情残忍的手法镇压反叛，结果导致了大量死亡。 |
| 48    | 杰赫里斯一世继自己的叔叔残酷的梅葛后登基为王，通过和平谈判终结了教团武装的叛乱，获得了仲裁者的称号，他给全境带来数十年的和平与繁荣。 |
| 103   | 韦赛里斯一世的统治期。 |
| 129   | 血龙狂舞，维斯特洛第一次大规模内战，由伊耿二世与他的异母姐姐雷妮拉争夺铁王座而引发。许多坦格利安家族的小分支家族以及坦格利安大部分的龙都在冲突中灭绝。雷妮拉死后，战争继续以她的儿子伊耿三世的名义进行。最终伊耿二世无嗣而亡，战争戛然而止，伊耿三世随之加冕。 坦格利安最后的巨龙死于伊耿三世的统治期，这使他获得了“龙祸”的称号。龙留下了一些石蛋，坦格利安无法将其孵化。 |
| 157   | “少龙主”戴伦一世的统治期，他征服了多恩，但未能守住，四万人在战争中死去。戴伦的弟弟贝勒一世在继承王位后赤脚穿过骨道，与多恩讲和，并从蛇坑中救出了他的堂兄弟龙骑士伊蒙。 |
| 161   | 受神祝福的贝勒王，亦称修士国王的统治期。贝勒在君临修建了大圣堂，便是此后人称贝勒大圣堂的地方。贝勒将他的三个妹妹锁在红堡的处女居当中，这样她们就不能引诱他陷入肉欲。尽管如此，他的妹妹戴安娜与其堂兄伊耿王子有了私情并生下了一个私生子戴蒙·黑火。 |
| 约170 | 贝勒一世的堂侄戴伦王子迎娶了多恩的弥丽亚·马泰尔公主，他们的长子贝勒王子随后诞生。 |
| 171   | 韦赛里斯二世的统治期。 |
| 172   | 伊耿四世的统治期，庸王伊耿是维斯特洛历史上最糟糕的国王，他临死前将他“高贵的私生子女”——戴蒙·黑火、伊葛·河文、布林登·河文和“洋星”西蕊划归正统。戴伦二世继承父位登基为王，但他的合法性因为其母与龙骑士伊蒙的亲密关系而备受质疑。 |
| 184   | 戴伦二世的统治期。 |
| 195   | 第一次黑火叛乱，七大王国第二次大规模内战，起因是戴蒙·黑火谋求铁王座，他声称戴伦二世是不合法的国王，许多领主加入戴蒙·黑火向王室进攻，但他们红草原之战中失败，戴蒙·黑火被异母弟弟血鸦杀死，他的其余几个儿子与寒铁一起逃到了自由贸易城邦。 |
| 197   | 通过戴伦二世的妹妹丹妮莉丝与马伦·马泰尔亲王的联姻，多恩正式并入七大王国。 |
| 209   | 《雇佣骑士》中的故事发生。王位继承人“破矛者”贝勒王子，死于一场比武竞技的事故。数月后，国王戴伦二世和贝勒的两个儿子都死于春季大瘟疫。戴伦二世的次子伊里斯一世即位为王。贝勒王子的侄子伊耿寄磨练性格，成为一名雇佣骑士“高个”邓肯爵士的侍从。 |
| 209   | 伊里斯一世国王的统治期。 |
| 约211 | 效忠剑士中的故事展开。河湾的威博家族和奥斯格雷家族成为盟友。血鸦此时被任命为御前首相，这激怒了贝勒和伊里斯的幼弟梅卡王子。 |
| 约212 | 第二次黑火叛乱，黑火的支持者试图反动第二次叛乱，但血鸦揭穿了他们的计划，在战争发生之前，戴蒙二世·黑火被活捉，许多共谋者被处死。 |
| 221   | 梅卡一世国王在伊里斯无嗣而亡后开始了他的统治，梅卡在位期间，他的长子戴伦死于性病，次子“明焰”伊利昂死于喝野火，第三子伊蒙则身在旧镇为成为学士而努力。梅卡在与盗匪头目的战斗中死去后，伊蒙拒绝了王冠并前去绝境长城。伊耿王子随之加冕为伊耿五世，因为他是第四子的第四子，所以人称“不该成王的王”。血鸦被流放到绝境长城，之后他被选为总司令。 |
| 约255 | 九铜板王之战，马里斯·黑火与另外八名丧失了土地的领主结盟征服领土，他们征服了泰洛西和石阶列岛并打算进攻七大王国。巴利斯坦·赛尔弥爵士杀死了马里斯·黑火，布林登·徒利爵士则在此战中建功扬名。 |
| 259   | 盛夏厅的悲剧。坦格利安家族的夏宫烧为灰烬，伊耿五世国王、邓肯王太子及御林铁卫的队长邓肯等在坦格利安的夏宫因为一场巨大的火灾而死。因为孵化巨龙留在西方世界的最后三颗龙蛋的尝试失败而引发了大火，这项事故预示或是直接宣告了雷加王子的诞生。 |
| 259   | 伊耿的次子杰赫里斯二世的统治期。 |
| 262   | 疯王伊里斯二世的统治期，他任命年轻的泰温·兰尼斯特出任御前首相。 |
| 约270 | 伊里斯王拒绝了泰温·兰尼斯特之女瑟曦与雷加王子的婚事，让雷加娶了多恩的伊莉亚·马泰尔公主。 因为达克林家族拒绝给铁王座缴税而发生了暮谷城反叛。伊里斯急于独自解决问题，结果被囚禁。暮谷城被围困了六个月直到巴利斯坦·赛尔弥爵士设法营救了国王。达克林家族被伊里斯灭族，莱克家族取而代之成为暮谷城统治者。据传正是暮谷城反叛开始让伊里斯坠入疯狂。大约在这个时期，雷加王子开始与黑城堡的伊蒙学士通信，反复猜想是否自己就是“预言中的王子”，转世重生与即将重临的强大黑暗作战。不久他们认定预言中的王子实际上是雷加襁褓中的儿子伊耿。 |
| 281   | 御林兄弟会被数名御林铁卫带领的一些骑士击败，亚瑟·戴恩杀死了兄弟会的首领。詹姆·兰尼斯特在此战中表现卓著并被亚瑟·戴恩册封为骑士。詹姆加入御林铁卫，这等于剥夺了他父亲的继承人。泰温·兰尼斯特辞去首相职务，愤怒的抗议这一做法，而后回到凯岩城。 错误的春天。河安伯爵在赫伦堡举办了一场盛大的比武竞技，雷加王子赢得了胜利，他没有选择自己的妻子，而将临冬城的莱安娜·史塔克命名为爱与美的王后。艾德·史塔克与灰水望的霍兰·黎德相识并成为朋友。 |
| 282   | 劳勃叛乱。雷加·坦格利安从君临劫持了莱安娜·史塔克。莱安娜的长兄布兰登·史塔克带着数名随从愤怒的冲进红堡试图杀了雷加，伊里斯逮捕了他们并以叛国罪的罪名召他们的父亲进宫，除伊森·葛洛佛逃出，其余的人全被疯王杀害。艾德·史塔克，劳勃·拜拉席恩和他们的养父琼恩·艾林，揭竿而起发动反抗，劳勃以伊耿五世的外曾孙的身份谋求王位。篡夺者战争，也被称作劳勃叛乱就此展开。霍斯特·徒利支持叛乱，而提利尔家族依旧忠于国王并围困了劳勃的城堡风息堡，那里当时由劳勃的弟弟史坦尼斯把守。御前首相，鹫巢堡的琼恩·克林顿伯爵在鸣钟之役中败北，而后被流放到自由贸易城邦。反叛军在三叉戟河之战中击败了保王军，雷加王子被杀。兰尼斯特家族表面上出兵驰援伊里斯王，但与此相反他们与伊里斯为敌，拿下并劫掠了君临城，伊里斯王被詹姆·兰尼斯特所杀。伊莉亚·马泰尔公主和她的孩子伊耿和雷妮丝被兰尼斯特的下属残忍杀害，这导致艾德·史塔克和劳勃·拜拉席恩之间产生裂痕。艾德·史塔克和霍兰·黎德击败了看守莱安娜的御林铁卫，发现她已垂死，艾德和劳勃因此才和好。劳勃加冕为七大王国的国王并迎娶了瑟曦·兰尼斯特。艾德带着他的私生子琼恩·雪诺返回临冬城。忠于坦格利安的琼恩·戴瑞带着伊里斯两个年幼的子女韦赛里斯王子和丹妮莉丝公主安全抵达自由贸易城邦。 |

### 拜拉席恩王朝
| 289 | 葛雷乔伊叛乱。巴隆·葛雷乔伊自称铁群岛之王。他被击败，两个儿子被杀，不得不向劳勃国王投降。巴隆仅存的儿子席恩成为艾德·史塔克的养子和人质。 |
| 297 | 潘托斯总督伊利里欧·摩帕提斯邀请韦赛里斯·坦格利安和丹妮莉丝·坦格利安作客并向他们提供帮助以重夺铁王座。 御前首相琼恩·艾林发现铁王座的继承人不是劳勃的子嗣，琼恩被毒杀。 |
| 298 | 《冰与火之歌》的故事展开。前五卷书跨越了三年或更长时间，直到时间走过伊耿登陆300年。 已经数千年未见踪迹的异鬼在北境出现， 他们攻击了守夜人军团的一队游骑兵以及野人。 劳勃·拜拉席恩国王死后，七大王国陷入五王之战，核心的冲突跨越了所有五卷书。 在东方，丹妮莉丝·坦格利安成功的孵化出三条龙，将龙再度带回世界。 |
| 299 | 丹妮莉丝·坦格利安在东方征服了巨大的奴隶都市奴隶湾，她释放了奴隶，结果导致统治变得一团糟。 |
| 300 | |

## 宗教信仰

### 旧神
由森林之子传给先民的信仰，是众多的无名自然神灵。在安达尔人将七神引进维斯特洛之后，这些神灵被称为旧神，对于他们的信仰也仅限于北境。旧神信仰没有宗教团体、神职人员、传道活动或经书，但某些传统由信徒传于后世。许多行为，如乱伦和弑亲，都被认为是对神的冒犯。刻有人脸的鱼梁木被称为心树，是神圣不可侵犯的，祈祷、誓言和婚礼都经常在心树下进行。鱼梁木上的人脸由森林之子雕刻，但是人类不能完全理解他们的含义或目的。昔日所有的贵族家庭都有一片中央长有心树的神木林，但许多家族已不再追随旧神，将神木林转为世俗的花园。

### 七神
七神是一个神的七个单独位态，他们分别是：天父，战士，铁匠，圣母，少女，老妪以及陌客。该教派常简称为“教会”，拥有一本名叫“《七星圣经》”的经书。
教会的追随者使用七芒星、水晶棱镜、彩虹以及数字七来表示神性，宗教仪式中大规模使用光和水晶。安达尔人将七神信仰带入维斯特洛，通过他们的征服使之成为大陆的支配性宗教。七神教会是一个高度系统的教会组织，与维斯特洛的政体和文化紧密的结合在一起。它的首脑是总主教，一个教皇式的当权者，另外还有一个尚未确定人数、包括了“最虔诚者”的委员会，该委员会似乎类似于枢机团，由它来选举总主教。一旦当选总主教，就要放弃自己的名字。
七神的礼拜堂称为“圣堂”，每个圣堂的屋子中都有表现七神的艺术形式。在乡间的圣堂，一般只在墙上挂着雕刻的面具或简单的木炭素描画，而在繁华的圣堂中，人们使用贵重金属和石块为七神塑造雕像。总主教和“最虔诚者”都处于君临的贝勒大圣堂，贝勒大圣堂是由白色大理石建造庞大建筑，拥有七座水晶塔，是教会的圣座所在。坦格利安到来之前的教会圣座则在旧镇华美的繁星圣堂，用黑色大理石建造，拱门尖顶上的窗户则用着色玻璃制造。
教会的男性神职人员称为“修士”，女性则叫“修女”，他们组成了奉献给神的众多的团体，每个团体都向一个位态献身。比如，向铁匠起誓的修士脖子上用带子挂着小铁锤。修士的修道院教团可以住在修道院中，自己维持生计的誓言兄弟则叫做“褐衣僧”。没有圣堂的修士在乡间漫游，帮助平民以获得食物和居所。有时候他们被蔑称为“乞丐帮”，他们的脖子上则挂着一只金属碗。静默姐妹是一个特殊的妇女团体，她们发誓守贞和沉默，作为死亡的代表，为陌客效力。她们的任务是处理死者，进行出殡和埋葬仪式。
修女的女修道院被称作“圣母之屋”（motherhouse），旧镇就有一个大的。修女也有阶层，分别是白衣修女、灰衣修女或蓝衣修女，但是她们的奉献位态暂时没有披露。修女常在高级贵族的家庭成员中扮演家庭女教师的身份，教会对妇女的审判由七人审判团组成，当中也必须有修女参与。高阶修女是“最虔诚者”的成员，在选拔总主教的时候能参与其中，修女是否能被升为总主教目前未知。静默姐妹不被看做修女。
历史上，教团也曾拥有军事骑士团。由贵族组成的骑士团“战士之子”和普通人加入的“穷人集会”，这就是人们所说的“圣剑骑士团”以及“星辰武士团”，两者都被残酷的梅葛残忍的镇压。在《群鸦的盛宴》中，王太后瑟曦·兰尼斯特为了摆脱财政危机，同意教会重建这两支武装，以此换取教会不再追偿王室欠款的承诺。此后教团武装便迅速壮大起来。
教会的信徒们根据个人的情况向七神特定的一面祈祷，寻求帮助和指引：向战士祈求战斗中的勇气和技巧，向天父祈求公正，向圣母祈求怜悯，向铁匠祈求破碎的物品完好，向老妪祈求智慧，向少女祈求一生清白愉快，向陌客祈求死亡。每一位神的象征圣坛前点着蜡烛，圣歌长久响起。婚礼则是在天父和圣母的圣坛之间进行。宏大的宗教仪式需要有七十七名修女参与的圣乐团加入。
想进阶为骑士，一名侍从必须在圣堂中守一整夜，并且以七神的名义涂抹圣油；因为这个原因，某些地区，如北境，就只有很少的骑士，那里没有教会。

### 淹神
淹神仅被铁民所信仰，他的领域是大海。淹神信仰十分古老，可以追溯到安达尔人入侵之前。安达尔入侵者进入铁群岛后，皈依了当地的宗教而不是像南方的征服者那样用七神取而代之。淹神信仰支撑着铁民靠船的，北欧海盗式的文化。他们相信淹神创造他们去洗劫、抢夺和开拓国度。据说淹神本尊伴随着火焰从大海之中驾船而来，带着刀剑和烈火降临人世。淹神的永恒之敌被称作风暴之神。
受淹和重生是淹神信仰祈祷仪式的显著特色。受淹是铁民处以极刑的传统方式，但同时也被认为是一种神圣的行为，最虔诚的信徒对其一无所惧。新生儿在出生后立刻受淹，淹没在水中或者用盐水涂抹。要成为被称作淹人的神职人员，则需严肃的再次受淹，而后人们使用原始的心肺复苏术让他重生。淹人身着灰蓝绿三色的杂色粗袍，携带浮木棍棒参与战斗，用皮袋装满盐水洒在受祝福者身上履行仪式。常见的祈祷文是：“逝者不死，必将再起，其势更烈”。

### 洛恩河母神
在多恩，绿血河孤儿继续着他们在狭海对岸的洛伊拿诸神信仰。他们的主神洛恩河母，是他们故土洛恩河的化身。该信仰也有其他神祇，包括次级神“河中老人”，一个乌龟神，战胜了蟹王，赢得了统治水下住民的权利。

### 拉赫洛
拉赫洛是一位狭海对岸的著名神明，但在维斯特洛只有很少的信徒。他也被称作光之王，圣焰之心以及影子与烈火的真主，他的纹章是烈焰红心。拉赫洛的信徒将他作为光、热和生命的神而膜拜。他的敌人是“远古异神”，此神的名字凡人不可道也，是暗之神，玄冰之魂，黑夜与恐惧的神。拉赫洛和远古异神在为世界的命运进行永恒的战争。拉赫洛的信徒相信亚梭尔·亚亥，将印证亚夏古书的记载，作为救世主转世，打破战争的平衡。亚梭尔·亚亥也被称作预言中的王子、光明的战士、圣焰之子。预言中他将携带一把燃烧之剑“光明使者”，英雄之红剑，从石头中唤醒龙。
拉赫洛信仰的神职人员因为身着宽松的红色长袍被称为“红袍祭司”。在东方，幼童经常被送到拉赫洛的神庙中，直到被训练为祭司。每天晚上，红袍祭祀点燃火堆，在他们的神庙中吟唱祈祷文，请求拉赫洛把黎明带回来。“长夜黑暗，处处险恶”是常见祈祷文。祭司们相信拉赫洛不定期给予以魔法支持，回应信徒们的祈祷。祭司们经常凝视火焰，以从中看到未来的景象。比武审判也是拉赫洛信仰认可的行为，信徒们在比武之前请求拉赫洛在比武中给予他们力量。

### 异鬼
一些居住在绝境长城以北的野人将人们俗称为异鬼的寒冰生物膜拜为神。他们通常将异鬼称为“寒冷之神”，伴随着冰雪而来，野人相信只有满足异鬼自己才能幸存下来。一名叫卡斯特的野人，将他所有的男性孩子都献给异鬼，卡斯特的一些老婆声称异鬼就是卡斯特的儿子们。并且，著名的守夜人军团的第13任总司令“夜王”，据说就被献祭给了异鬼。红袍女祭司梅丽珊卓声称异鬼是拉赫洛宿敌“远古异神”的仆人。

## 重要地点
另见：冰与火之歌中的城市，冰与火之歌中的堡垒

### 君临城
君临城（King's Landing）是维斯特洛以及七大王国的首都。它位于黑水河口，征服者伊耿就是在那儿登陆在维斯特洛，开始了他的征服。主城被一堵城墙所环绕，守备者则是被人称为金袍子的城市卫队。城墙以内的区域耸立着三座高丘，以伊耿和他的两个姐妹命名。穷苦的平民在城外建造木棚屋安身。君临人口极其稠密，但也无比混乱肮脏。城市排泄物的恶臭甚至远在城墙外都可以闻得到。
王室的城堡称作红堡，坐落于伊耿高丘。城堡中矗立着君主的宝座——铁王座，这是伊耿用战败之敌的兵器铸造而成的。根据传言，伊耿保留了剑刃的尖刺，因为他认为没有统治者可以始终舒适的坐着。数个世纪以后，国王们还总是在王座上被刺伤。通常认为被王座刺伤的都是不适合统治的。（王座拒绝了他们）
君临拥有贝勒大圣堂，那是总主教和“最虔诚者”的聚集地，也是七神教会最神圣的圣堂。
君临的貧民窟被称作跳蚤窝，那里的居民十分貧穷，他们通常喝“褐汤”为生，那是一种神秘的汤，当中含有小动物和被谋杀者的肉。
在奥柏伦·马泰尔抵达君临时，提利昂曾提到君临人口估计超过50万人。乔治·马丁也提到过君临比中世纪的伦敦和巴黎要大，但是比中世纪的君士坦丁堡或罗马要小。

### 临冬城
临冬城（Winterfell）是史塔克家族的古老城堡，史塔克家族已在此地数千年之久。护城河环绕着城堡，位于城堡之下的温泉流出的热水穿过墙壁被送到许多房间。一些房间和塔楼已被废弃，年久失修。临冬城拥有一处面积为三英亩的神木林，树林中央有一株古老的鱼梁木。城堡有一个很深的地下墓地，埋葬着史塔克家族成员的尸骨，历代临冬城公爵和北境之王的石棺前则树立着雕像。
在《权力的游戏》初始，艾德·史塔克是临冬城公爵和北境守护。他的继承人是其长子罗柏·史塔克。鲁温学士是一名深得信任的顾问、医生，还是史塔克家族男孩的教师。茉丹修女是家族的女祭司，负责教导史塔克家族的女孩。罗德利克·凯索爵士担任教头，而他的侄子乔里·凯索则是侍卫队长。
五王之战期间，临冬城遭到进攻，被人夺取和焚毁。众多的家族部属遇害。乔里·凯索在君临为保护艾德公爵而被兰尼斯特家族杀害，艾德公爵被公开处决后茉丹修女也被杀死。铁群岛的继承人席恩·葛雷乔伊之后背叛了史塔克家族。席恩一生中大部分时间都以艾德养子的身份生活在临冬城，与史塔克家的孩子们一起长大，又曾作为罗柏·史塔克的伴随参战。席恩骗走临冬城守军，带着他手下一小群铁民，秘密的潜进临冬城。罗德利克·凯索带着守军返回后，拉姆斯·波顿带着他的人马出其不意的向他们进攻，结果守军全军覆没。鲁温学士也在随后的劫掠中被杀，但他死前看到了两名史塔克男孩从废墟中逃离。拉姆斯焚毁了城堡，将余下的史塔克部属全部杀死，把整个事件归咎于自己活捉的席恩。这座宏伟的史塔克家族城堡现在已是一片被遗弃的废墟，不过它虽然破碎不堪却未被完全摧毁，神木林以及古老的史塔克家族墓地依旧保存。

### 学城
学城（Citadel）是学士组织的总部，他们在那儿花费数年时间学习，铸造项链。学城位于河湾的旧镇，那是维斯特洛最古老的城市。

### 赫伦堡
赫伦堡（Harrenhal）坐落于维斯特洛中央地带的神眼湖北岸，由霍尔家族的黑心赫伦耗费四十年的时间所修建，被认为是有史以来最伟大的城堡。赫伦堡由黑色的石块建造，拥有众多高大的塔楼和一座宏伟的大厅，足以容纳一支军队。赫伦堡是赫伦的骄傲，但是赫伦几乎没有完成他的杰作，这是因为征服者伊耿得入侵。赫伦堡又厚又高的城墙对于伊耿的龙毫无作用。龙焰摧毁了和熔化了城堡的石头，杀死了赫伦和他的儿子们。赫伦的血脉被抹去，他的王国也被征服。
赫伦不幸身死之后，赫伦堡被众多的家族占有，几乎每个家族都以悲惨结局而告终，这给赫伦堡带来了受诅咒的名声。另外，在如此庞大城堡中修缮和驻军都存在后勤和经济上的固有难题，使得这座城堡成为白象。
在五王之战初始，赫伦堡已破败不堪，只有一小部分得到维修保养。泰温·兰尼斯特攻占了城堡后，他的女儿瑟曦王后将它赐予杰诺斯·史林特，但是瑟曦的弟弟和御前首相提利昂·兰尼斯特很快取消了这项奖赏，他把史林特送去了绝境长城。提利昂将城堡转交培提尔·贝里席，培提尔只拥有名义上的所有权，他从未到过那里。
在战争进程中，赫伦堡多次易主，见证了许多的暴行。雇佣军组织勇士团背叛了城堡内兰尼斯特家族的驻军，卢斯·波顿取而代之。波顿放弃了城堡后，格雷果·克里冈歼灭了勇士团，为兰尼斯特家族夺回了赫伦堡。